# 天城山

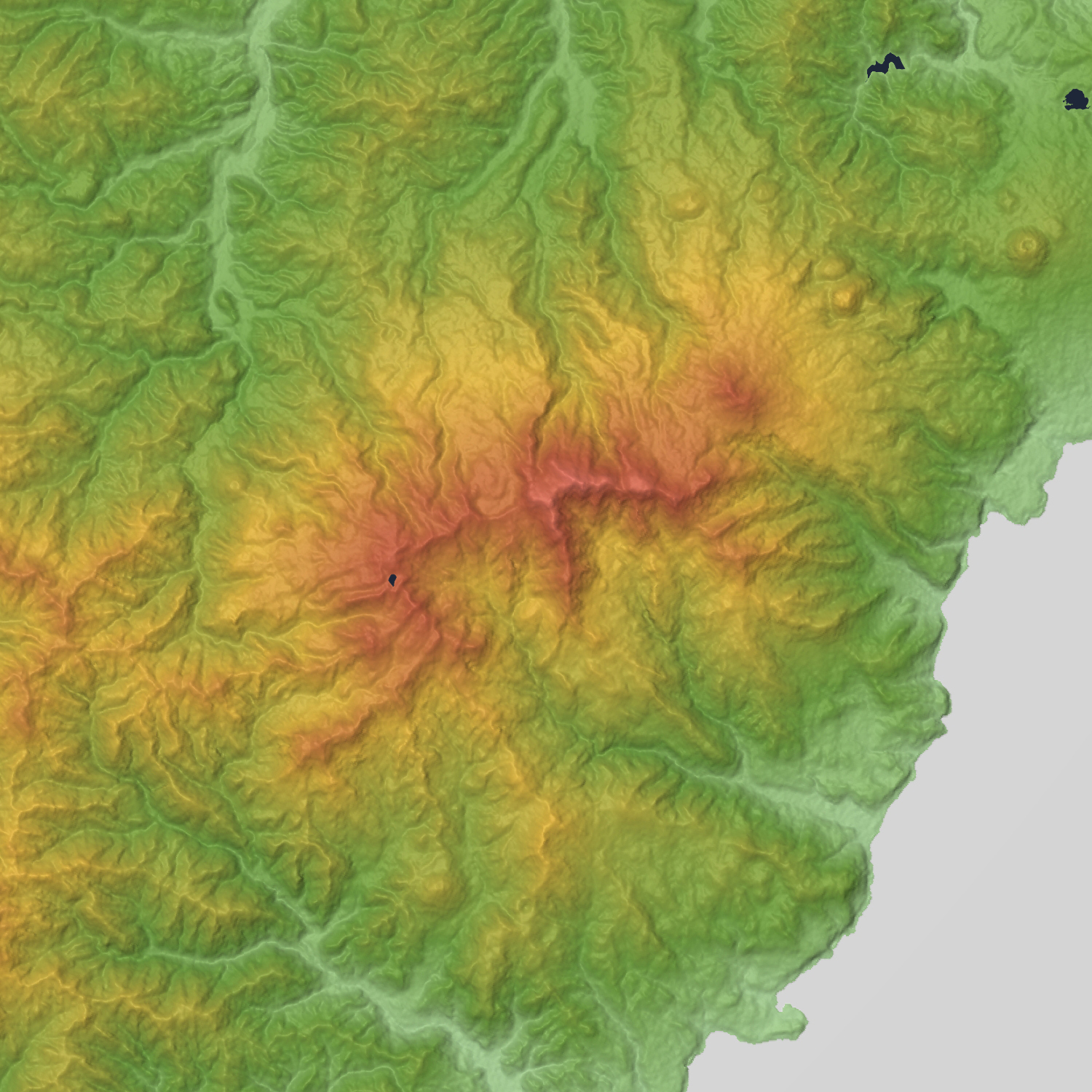
天城火山の地形図

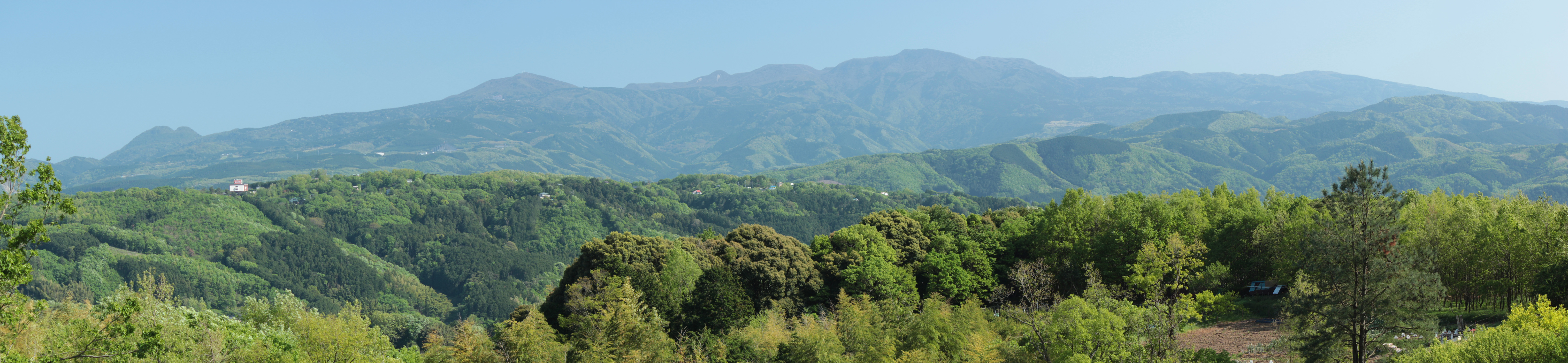
北より天城山の全景。左端の山頂が割れたピークは伊豆東部火山群の矢筈山。右手前の山体は天子火山と呼ばれる第四紀の成層火山

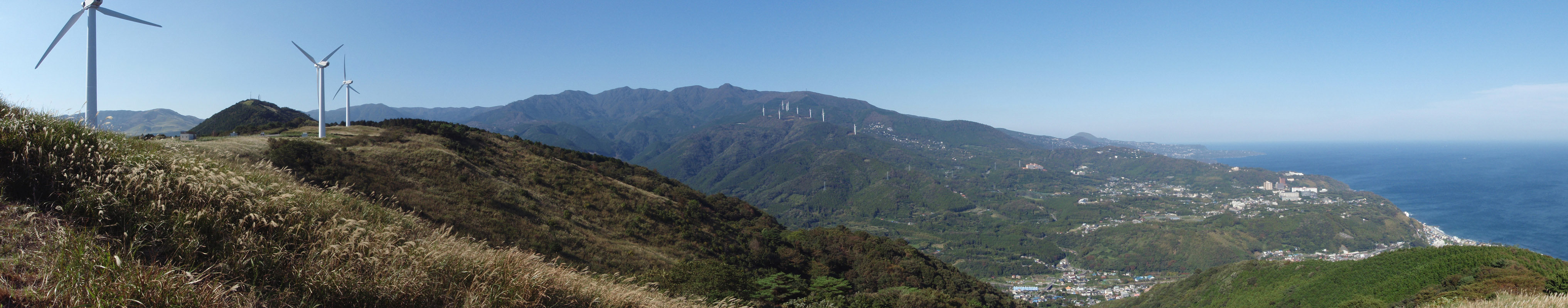
南麓の東伊豆町より天城山を望む。右は相模灘

天城山（あまぎさん）は、静岡県の伊豆半島中央部の東西に広がる山。天城山は連山の総称で、天城連山や天城山脈と称されることもある。日本百名山の一つ。
伊豆半島最高峰の万三郎岳（ばんざぶろうだけ 1,406m）、万二郎岳（ばんじろうだけ 1,299m）、遠笠山（とおがさやま 1,197m）等の山々から構成される。東西の山稜部は富士箱根伊豆国立公園に指定されている。

## 概要
天城山は第四紀の成層火山。80万〜20万年前の噴火で形成され、火山活動を終え浸食が進み現在の形になった。かつての山頂は浸食が深い南側にあったと考えられている。遠笠山も含めて天城山とすることが多いが、火山学上では伊豆東部火山群に属し、天城山が活動を終えてからできた火山地形である。また、万三郎岳の西に位置する皮子平火口がおよそ3200年前に噴火し、北麓にかけてなだらかな斜面が形成されているが、これも伊豆東部火山群の活動に分類される。

## 山名の由来
気候の節で述べたように天城山は多雨地帯であり、「雨木」という語が由来であるとする説がある。また、
葉に多くの糖分が含まれているアマギアマチャ（天城甘茶　学名: Hydrangea macrophylla var.amagiana）という、ヤマアジサイに近い種類の植物があり、日本国内にはこの葉を乾燥して甘茶をつくり薬用や仏事に用いる風習が残る地方がある。そのアマギアマチャが伊豆の山地に多く自生しており、かつて天城山周辺の住民にも同様の風習があったために天城山の名になったのではないかという説もある。

## 気候
夏期には太平洋からの湿った風が、天城山にあたることで上昇気流となり、雨雲に発達するため雨が多く、年間降水量が4,000mmを超えることもある。アメダス地点の平年値（1991年-2020年）は4,552.mmであり、気象庁の観測地点としては屋久島（鹿児島県）4,651.mm、えびの（宮崎県）4,625mmに次ぎ、国内第3位の降水量である。また、冬季には積雪することも珍しくない。

## 歴史

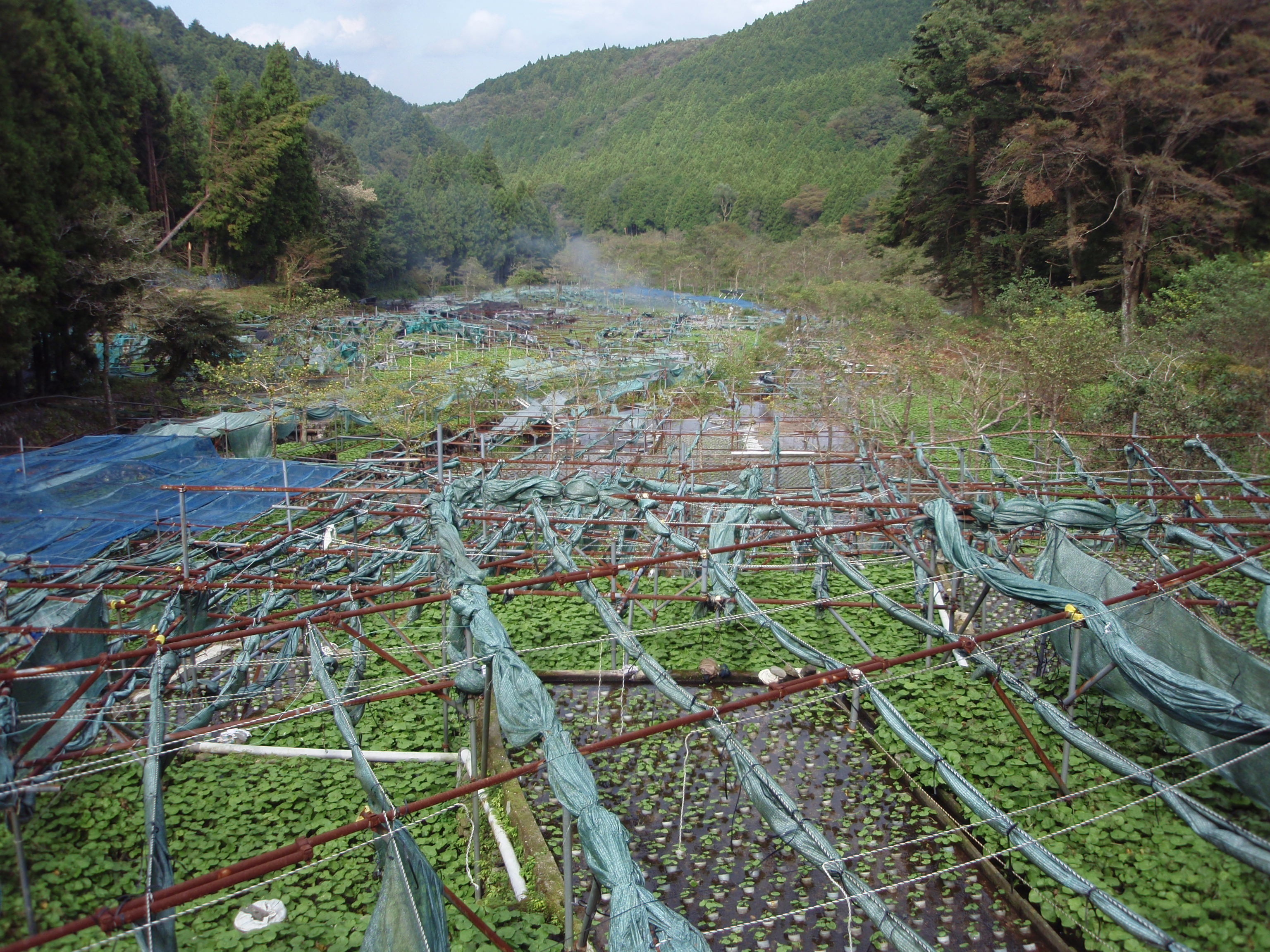
天城山の北麓、伊豆市筏場のワサビ田。天城山の清流を利用して250年以上前から栽培され、棚田は1500枚にもおよぶ。

近世には徳川幕府の天領として天城山を韮山代官が管理してきた。山中のヒノキ・スギ・アカマツ・サワラ・クス・ケヤキ・カシ・モミ・ツガの9種は制木とされ（天城の九制木）、公用以外は伐採が禁じられていた。
静岡県の安倍川上流の有東木地区よりワサビ栽培が伝えられ、茶、シイタケと並ぶ豆駿遠三国の主要な特産物として、江戸でも流通し17世紀後半代には年貢としても納入されていた。明治期には畳石栽培が生まれ、現在では一大産地となり天城のワサビは最高級ブランドとなっている。また、これも明治期に天城湯ヶ島地区にてシイタケの栽培法が確立し、一帯では現在でもシイタケの栽培が盛んである。
- 1907年（明治40年）、天城山の西側には下田街道が通り、天城峠は伊豆半島の交通の難所であったため、天城トンネルが掘られた。後に川端康成などの有名な小説に登場したためにトンネルは観光スポットとなっている。1970年（昭和45年）には自動車時代に適応した新天城トンネルが完成した。
- 1955年（昭和30年）3月15日、富士箱根国立公園に、天城山を含む伊豆半島地域が編入され、現在の富士箱根伊豆国立公園に名称が変更された。
- 1957年（昭和32年）12月10日、学習院大学の男子学生である大久保武道と、同級生女子の愛新覚羅慧生の2名が、大久保の所持していたピストルで頭部を撃ち抜いた状態の死体で発見された。女性が満州国皇帝の親族であることから、当時のマスコミ等で大きく報道された。この事件を天城山心中という。
- 1958年（昭和33年）9月27日、狩野川台風が伊豆半島を襲い、天城山に猛烈な豪雨をもたらし、多くのがけ崩れや狩野川の氾濫を起こし多数の死者を出した。
- 2012年（平成24年）5月3日、4時10分までの24時間に観測史上最大の649ミリの降水量を記録した[9]。4月30日の降り始めから5月3日11時までの総雨量は789.0ミリだった[10]。

## 主な地形と峠
| 名称     | 標高     | 座標                                     | 備考                                                                                |
| -------- | -------- | ---------------------------------------- | ----------------------------------------------------------------------------------- |
| 遠笠山   | 1,197.3m | 北緯34度52分43.3秒 東経139度1分57.1秒    | 伊豆東部火山群のスコリア丘。 三等三角点 基準点名は、遠笠野。 山名は山容に由来する。 |
| 万二郎岳 | 1,299m   | 北緯34度51分35.6秒 東経139度1分14.8秒    |                                                                                     |
| 馬の背   | 1,325m   | 北緯34度51分42.48秒 東経139度0分55.59秒  | アセビが群生し、トンネル状になっている。                                            |
| 花楠立   |          | 北緯34度51分41.96秒 東経139度0分36.47秒  | 万三郎岳との間にシャクナゲ群生地がある。                                            |
| 万三郎岳 | 1,405.6m | 北緯34度51分45.9秒 東経139度0分6.2秒     | 天城山の最高峰。一等三角点 基準点名は、万城岳。                                     |
| 片瀬峠   |          | 北緯34度51分41.2秒 東経138度59分44.2秒   |                                                                                     |
| 小岳     | 1,360m   | 北緯34度51分32.8秒 東経138度59分40.4秒   |                                                                                     |
| 戸塚峠   | 1,160m   | 北緯34度51分29.24秒 東経138度59分09.45秒 | 皮子平へ下る登山道。                                                                |
| 皮子平   |          | 北緯34度51分43.9秒 東経138度58分58.3秒   | 伊豆東部火山群の火口。                                                              |
| 白田峠   | 1,197.4m | 北緯34度51分16.9秒 東経138度58分25.4秒   | 三等三角点 基準点名は、白田峠。                                                     |
| 八丁池   | 1,173m   | 北緯34度50分45.6秒 東経138度57分39.67秒  |                                                                                     |
| 天城峠   |          | 北緯34度49分50.4秒 東経138度56分4.7秒    | 天城トンネルがある。                                                                |

## 自然

### 植生
天城山の稜線にはブナ林があり、中にはブナの巨木もみられる。5月にはアマギシャクナゲ、6月にはアマギツツジの花が見頃になる。

#### 標高約600m以下の地帯[5]
常緑広葉樹を主とする暖温帯林
- カシ類
- タブノキ
- ヤブニッケイ

- スダジイ
- カゴノキ
- イヌガシ

#### 標高600m以上の地帯
落葉広葉樹を主とする冷温帯林
- ブナ[14]
- ヒメシャラ[14]
- カエデ類[14]
- シデ類
- ハリギリ
- ミズメ
- ミズキ
- モミ
- サラサドウダン
- チチブドウダン

- トウゴクミツバツツジ[14]
- アマギツツジ[14]　6月下旬から7月にかけて開花、伊豆半島の固有種
- ヤマツツジ
- アマギベニウツギ　5月から6月にかけて開花
- マメザクラ[14]　4月から5月にかけて開花
- コシアブラ
- アセビ[14]　4月上旬から下旬にかけて開花、なかには淡紅色に咲くウスベニアセビもみられる
- イブキザサ　天城山の八丁池で発見された種
- スズタケ

人工林としてはスギとヒノキが、東麓では標高1,000ｍ付近まで、北麓では800m付近にまで植林されている。

#### 山腹、山麓の巨木

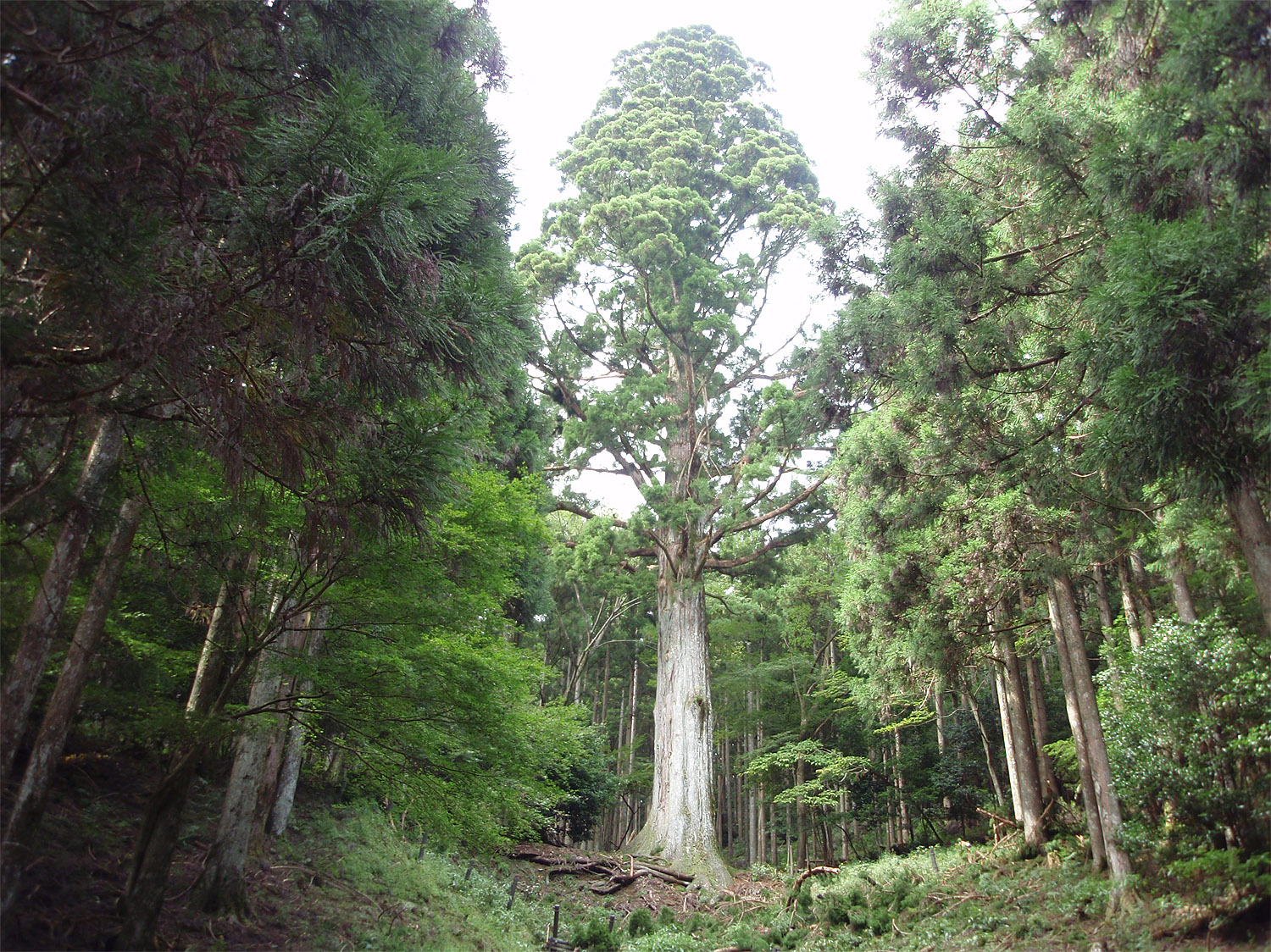
太郎杉
天城山中で最大の巨木。老木には珍しく幼木をそのまま巨大にしたような整った樹型が特徴。
推定樹齢450年以上、樹高53m、幹周り約13.6m、静岡県指定の天然記念物、森の巨人たち百選、所在地 静岡県伊豆市湯ヶ島 （地図）
シラヌタの大杉（不知沼の大杉）
天城山の南麓にあるスギの大木で、太郎杉につぐ大杉として次郎杉とも呼ばれる。
幹周約8.6m、東伊豆町指定の天然記念物、所在地 静岡県賀茂郡東伊豆町大字奈良本 （地図）
お化け杉
シラヌタの大杉の近くにあり、異様なほどに多くの枝を持つスギの大木。千手観音杉とも。
幹周約5.4m、所在地 静岡県賀茂郡東伊豆町片瀬国有林 （地図）

### 動物
コルリやオオルリなど年間で64種の鳥類が確認されている。シラヌタの池などはモリアオガエルの産卵地として知られ「シラヌタの池とその周辺の生物相」として静岡県天然記念物に指定されている。

## 登山

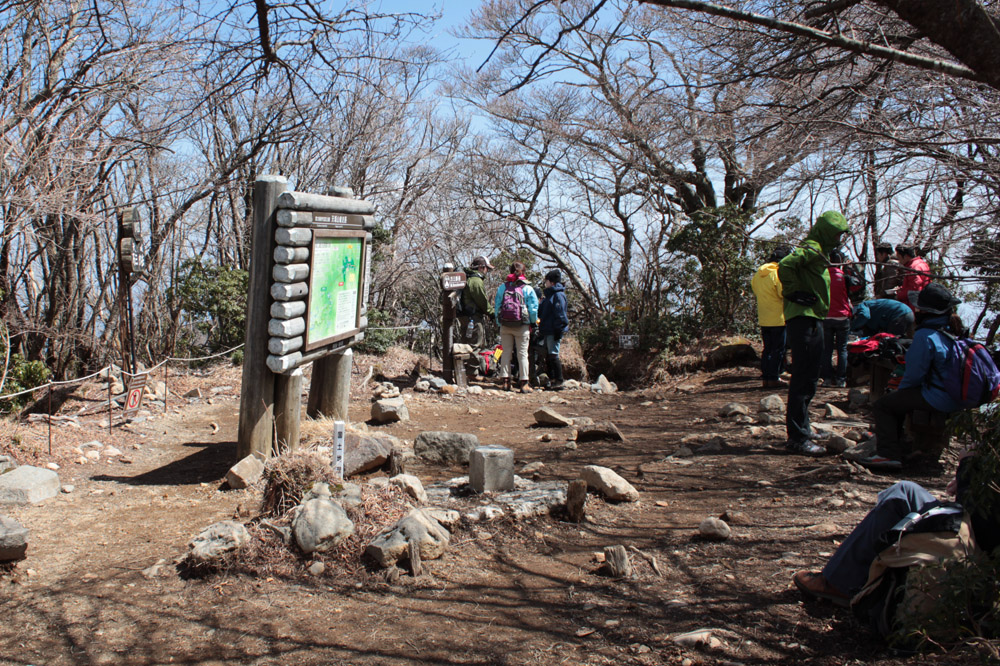
最高峰万三郎岳の山頂

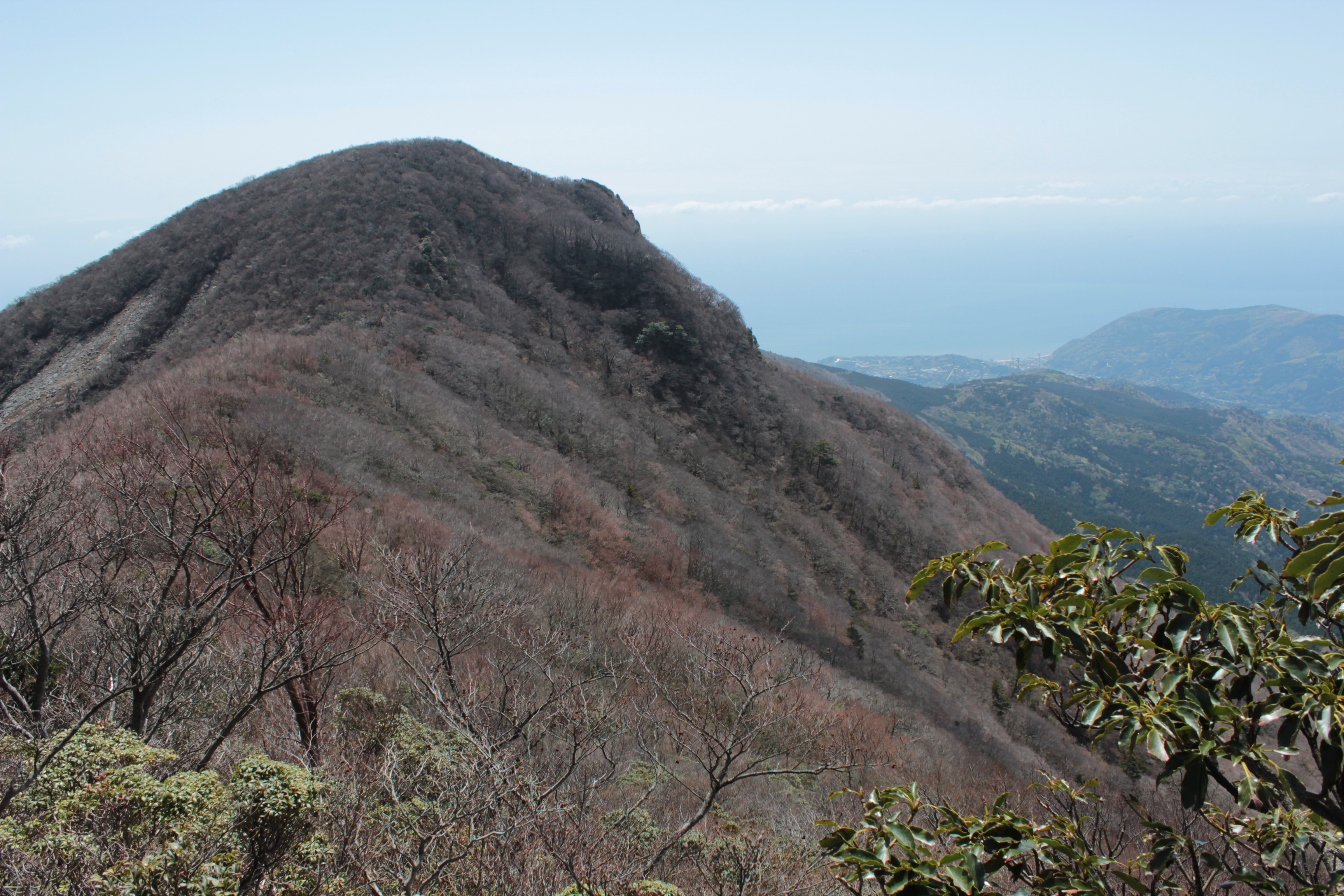
万二郎岳を西から望む

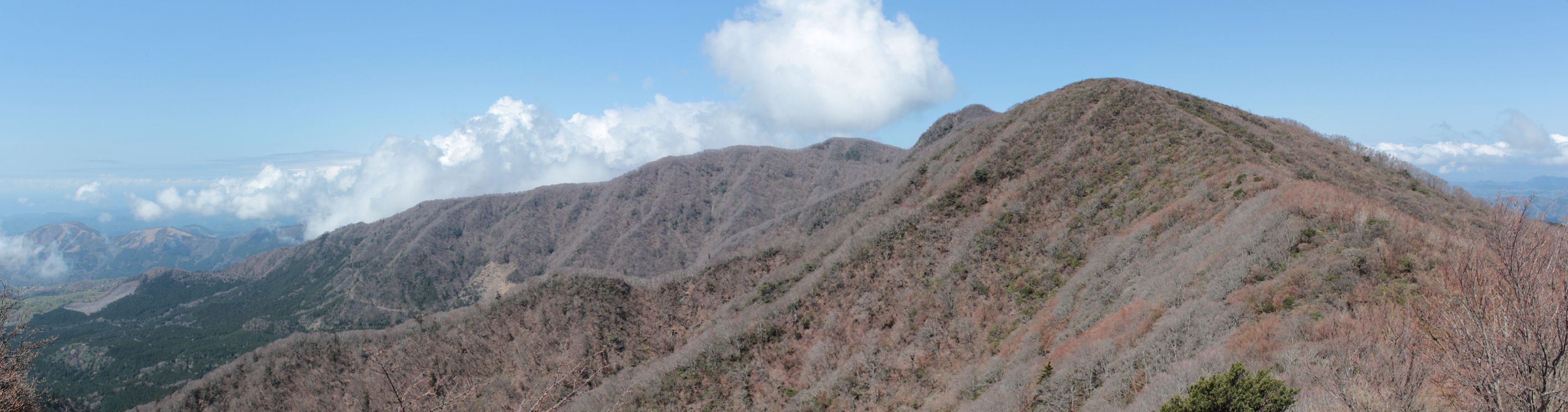
万三郎岳と馬の背を東から望む

天城山は著名な登山家である深田久弥に日本百名山の一座として選ばれ、登山シーズンには多くの登山客を集める。山稜は森林限界を超えていないため、登山道の大部分が広葉樹に覆われている。そのため、万二郎岳から馬の背に至る鞍部にある2箇所の岩場と、八丁池展望台、山体西部の青スズ台で展望が開ける程度である。最高峰である万三郎岳においてもわずかに北方が望めるほど。
万二郎岳と万三郎岳の間の馬の背と呼ばれる尾根には、登山道がアセビの樹林の中を通るアセビのトンネルがある。また万三郎岳の北東側にはシャクナゲ群生地がある。
なお、天城山は積雪があるため、冬期登山の場合はアイゼンが必要になることがある。

### 主な登山路
- 天城縦走路コース（天城峠 - 八丁池 - 戸塚峠 - 小岳 - 万三郎岳 - 万二郎岳 - 天城高原駐車場、17.5km）[14]。天城山の主稜を東西に歩く山頂へ至るルート。天城峠の西からは伊豆山稜線歩道に繋がり、達磨山などの伊豆半島の西北部の山稜へ歩くこともできる。
- 八丁池コース（上り御幸歩道、下り御幸歩道、下り八丁池歩道など）[14]。
- シャクナゲコース（天城高原ゴルフ場 - 万二郎岳 - 万三郎岳 - 天城高原ゴルフ場のシャクナゲ群生地などを周回するコース、8.4km）[14]。
- 皮子平コース（天城の秘境と呼ばれる皮子平にあるルートで、八丁池側、天城高原ゴルフ場側、筏場新田側の3ヶ所に入口がある）[14]。

### 皇族と登山
昭和天皇は1930年（昭和5年）6月に八丁池までの往復を歩き、この際に使用した登山道を御幸歩道と呼ぶようになった。八丁池にはこの登山を記念して「天蹕留蹤碑 （てんひつりゅうしゅうのひ）」と刻まれた記念碑が残っている。なお、昭和天皇は1981年（昭和56年）6月にも登山している。また、昭和天皇の孫である徳仁親王（後の今上天皇）も1982年（昭和57年）7月に天城山の縦走を行い、万二郎岳から万三郎岳、八丁池を抜けるコースを歩いた。

## 関連作品
- 天城越え：石川さゆりの代表曲
- 天城越え：松本清張の小説
- 伊豆の踊子：川端康成の小説
- 猟銃：井上靖の小説
- ドラゴンヘッド：望月峯太郎の漫画